# Markus Wölbitsch-Milan
Markus Wölbitsch-Milan, auch Markus Wölbitsch, (* 8. Februar 1982 in Wien) ist ein österreichischer Politiker. Er war Landesgeschäftsführer der ÖVP Wien. Seit dem 25. Jänner 2018 war er als Nachfolger von Gernot Blümel nicht amtsführender Stadtrat in Landesregierung und Stadtsenat Häupl VI bzw. Landesregierung und Stadtsenat Ludwig I.
Nach den Landtags- und Gemeinderatswahl in Wien 2020 übernahm Wölbitsch die Funktion des Klubobmannes von Elisabeth Olischar und übergab den Posten des nicht amtsführender Stadtrat an Isabelle Jungnickel und Bernadette Arnoldner.

## Leben
Die Matura absolvierte er am Neusprachlichen Gymnasium St. Ursula in Wien. Nach Ableistung seines Präsenzdienstes bei der Ehrengarde Wien studierte er Internationale Betriebswirtschaft an der Wirtschaftsuniversität Wien und auf der Stockholm School of Economics. 2008 schloss er den CEMS Master in International Management (MIM) und parallel dazu sein Diplomstudium (Abschluss: Mag.rer.soec.oec.) an der Wirtschaftsuniversität Wien ab. 2016 promovierte er an der Wirtschaftsuniversität Wien mit seiner Dissertation (Titel: The Influence of Regular Stakeholder Involvement on Stakeholder Behavior in a Corporate Crisis Situation) zum Doktor rer. soc. oec. In Boston spezialisierte er sich an der „Harvard Summer School“ im Bereich „Strategisches Management“.

## Karriere
Während seiner Studienzeit arbeitete Markus Wölbitsch unter anderem bei Siemens in Wien und München. 2008 wechselte er zur internationalen Strategie- und Kommunikationsberatung Brunswick Group, bei der er bis 2014 als Seniorberater (Associate) tätig war. Danach war er bis 2015 als Partner bei Edelweiß Consulting und dort unter anderem verantwortlich für die Bereiche Strategieberatung und partizipative Organisationsentwicklung zuständig.
Wölbitsch ist ausgebildeter Trainer, Moderator und systemischer Coach für Führungskräfte. Diese Ausbildungen absolvierte er unter anderem an der Politischen Akademie der ÖVP und an der European Systemic Business Academy.

### Politik
Seine politische Laufbahn begann Wölbitsch 2000 als Mitglied der Jungen ÖVP. Von 2002 bis 2005 war er Landesgeschäftsführer der Jungen ÖVP Wien und wurde 2005 zum Bezirksrat in Liesing gewählt. Zusätzlich dazu war er ab 2007 Bezirksparteiobmann-Stellvertreter in Liesing. 2011 legte er alle seine politischen Ämter zurück. Von 22. Oktober 2015 bis 18. Dezember 2017 war er Landesgeschäftsführer der ÖVP Wien. Am 25. Jänner 2018 wurde er als Nachfolger von Gernot Blümel zum nicht amtsführenden Stadtrat im Wiener Gemeinderat und Landtag gewählt.
Für die Landtags- und Gemeinderatswahl in Wien 2025 verzichtete er auf eine Kandidatur. Im Februar 2025 kündigte er seinen Rückzug aus der Politik und den Einstieg in den landwirtschaftlichen Betrieb seiner Familie an. Vor Beginn der 22. Wahlperiode wurde Harald Zierfuß im Mai 2025 zu seinem Nachfolger als ÖVP-Klubobmann gewählt.

## Privates
Wölbitsch ist in seiner Freizeit Bergsteiger, Marathonläufer und Triathlet.  Er engagiert sich bei sozialen Projekten und ist Beirat von „Social City Wien“, einer Vernetzungsplattform für gesellschaftliche Innovationen. Wölbitsch ist verheiratet.

## Werke
- Markus Wölbitsch: The Influence of Stakeholder Involvement on Stakeholder Behavior. Südwestdeutscher Verlag für Hochschulschriften, 2017, ISBN 978-620-2-32053-5.